# Giro coi miei Freestyle
Giro coi miei Freestyle è un singolo-freestyle del rapper italiano Capo Plaza.

## Tracce
1. Giro coi miei Freestyle – 2:32